# Бачево
Баче́во (болг. Бачево) — село в Благоєвградській області Болгарії. Входить до складу громади Разлог.

## Населення
За даними перепису населення 2011 року у селі проживали 1617 осіб.
Національний склад населення села:
| Національність   | Кількість осіб | Відсоток |
| ---------------- | -------------- | -------- |
| болгари          | 1497           | 99,3%    |
| цигани           | 0              | 0%       |
| не визначились   | 8              | 0,5%     |
| Всього відповіли | 1508           |          |

Розподіл населення за віком у 2011 році:
Динаміка населення: